# Limmu-Ennarea
El Regne de Limmu-Ennarea (Ennarea apareix escrit també com Ennarya o Innarya/Innarea) fou un dels regnes a la regió de Gibe a Etiòpia que va emergir al segle xix. Compartia la seva frontera oriental amb Jimma, la seva frontera del sud amb Gomma, i la seva frontera occidental amb Gumma. Per la seva frontera del nord tenia a les tribus Macha Oromo. Jimma es considerava el més civilitzat dels regnes de Gibe, que tenia una població durant els anys 1880 d'entre 10.000 i 12.000. Fou convertit a l'islam per missioners procedents d'Harar en la primera part del segle XIX; Charles Tilstone Beke, que escrivia en 1841, informava que el seu rei i la majoria dels seus súbdits eren mahometans." La seva capital era a Saqqa.
El territori d'aquest antic regne té una elevació de nord a centre-sud entre 1.500 i 2.000 metres sobre el nivell de la mar, i està cobert amb boscos. Es creia que la població d'aquest regne estava el 1880 per sobre 40.000, incloent-hi esclaus. Tanmateix, això fou després d'una epidèmia o plaga durant els últims anys 1840, i Mordechai Abir creu que la població abans d'aquella calamitat hagi estat al voltant de 100.000.

## Història
El regne de Limmu-Ennarea fou una continuació del regne més antic d'Ennarea o Innarya, que reeixidament va resistir durant moltes dècades als invasors oromos que en la gran emigració d'aquest poble havien envaït diversos regnes tributaris de l'emperador etiòpic, incloent Bizamo i Konch. Malgrat això, com Mohammed Hassen constata, Ennarea o Ennarya finalment va arribar a un període general de guerra civil i sobre la meitat de la segona meitat del segle xvii (o sigui vers 1675), Ennarya no solament va quedar mancada d'un lideratge únic, sinó que també els seus líders que es van enfrontar entre ells i probablement lluitaven més l'un amb l'altre que amb l'enemic comú.". El 1704, quan l'emperador Iyasu I el Gran va fer campanya cap al sud del Riu Abay, i va arribar a Gonga, el baluard d'Ennarea al riu Gibe, es va trobar amb dos líders rivals del decadent regne. En els anys següents de l'expedició de l'emperador a Ennarea, els potentats que feien la guerra gradualment van anar fugint cap al sud al regne de Kaffa. La població de sidames restant fou absorbida pels Oromo, que com a pràctica general no feia cap distinció en l'ascendència ètnica per incloure gent nova a la seva societat.
Finalment un líder de guerra poderós, de nom Bofo fill de Boku, va acabar dominant als Limmu Oromo pel seu coratge militar i carisma; Mohammed Hassen data aquestos fets entre 1800 i 1802. Va formar un lligam dinàstic amb la filla d'Abba Rebu, que localitzava la seva ascendència en la dinastia anterior que havia governat Ennarea així com un soldat portuguès de l'exèrcit de Cristóvão da Gama que havia anat a viure a Ennarea. Abir també es fixa que una altra tradició manifesta que aquest matrimoni fou una unió política entre dos clans rivals, el Sapera i el Sigaro. En qualsevol cas, a causa d'aquesta influència portuguesa, els reis de Limmu-Ennarea s'anomenaven supera, a diferència dels altres reis de Gibe que utilitzaven el títol oromo "Moti" que originalment indicava el càrrec d'un líder de guerra (també anomenat Abba Dula) durant el cicle del seu Gadaa.
El 1825, Bofu va abdicar a favor del seu fill, Abba Bagibo, sota el govern del qual Limmu-Ennarea arribava al pic de la seva existència. A causa de guerres al veí regne de Jimmu, els comerciants utilitzaven la ruta comercial a través del seu regne per tenir accés a Kaffa. Abba Bagibo feia un esforç concertat per promoure aquest comerç, tant amb polítiques beneficioses (p. ex., oferint seguretat del perill de bandits als comerciants, i tarifes més baixes) i amb coactius (exigint als comerciants de Gondar, Adua, Derita i Dawe de trobar als seus contactes de Kaffa o de més al sud, a Saqqa).
Durant el regnat d'Abba Bagibo, el regne de Limmu-Ennarea es va convertir a l'islam, per raons polítiques més que per convicció: quan els missioners catòlics obriren una missió al regne el 1846, el rei els deia que "si haguéssiu vingut fa trenta anys, no solament jo sinó tots els meus súbdits haurien abraçat aquesta religió, però ara és impossible.".
L'èxit final de Jimma en la conquesta de Badi-Folla el 1847, reobrint la ruta comercial entre Kaffa i Shewa, va fer que els comerciants trobessin una ruta molt millor, i posava punt final a la prosperitat de Limmu-Ennarea, malgrat les accions posteriors d'Abba Bagido. A la seva mort el 1861, Abba Bagido fou succeït pel seu fill, incompetent i fanàtic musulmà, que va accelerar la decadència del regne.
Limmu-Ennarea fou assegurada per a Shewa o Shoa per Ras Gobana Dacche després de la decisiva batalla d'Embabo, sense necessitat d'un sol tret; tanmateix, quan Ras Gobana queia del poder uns quants anys més tard a la meitat dels anys 1880, tota la regió del Gibe entrava en rebel·lió.dejazmach Wolde Giyorgis llavors va haver de reconquerir el regne per la força; el dejazmach després va construir una església dedicada a Sant Marqos prop del palau reial. Abba Bagibo, el fill de l'últim rei, Abba Gomoli, es va convertir al cristianisme per avantatges polítics, i va agafar el nom de Gabra Selassie, convertint-se en un Fitawrari a l'Imperi d'Etiòpia.

## Governants[12]
| Període                       | Sobirà                                                                        | Notes                                                                         |
| ----------------------------- | ----------------------------------------------------------------------------- | ----------------------------------------------------------------------------- |
| títol supera                  |                                                                               |                                                                               |
| 1450–1530                     | Kaba Seyon, Supera                                                            | Suposat fundador del regne d'Ennarea                                          |
| meitat del segle XVI          | Sepenihi, Supera                                                              | semilegendari conqueridor d'Ennarea                                           |
| 1570–1580                     | La'ashonhi, Supera                                                            |                                                                               |
| 1580–1603                     | Badancho, Supera                                                              | primer rei a abraçar el cristianisme                                          |
| 1605–1619                     | Benero, Supera                                                                |                                                                               |
| 1619–1630                     | Sysgayo, Supera                                                               | Usurpador                                                                     |
| 1630–1640                     | Emana Krestos, Supera                                                         | Fill de Benero                                                                |
| meitat del segle xvii         | Techochi, Supera                                                              |                                                                               |
| meitat del segle xvii         | Gaha Nechocho, Supera                                                         | Possiblement emparentat als reis de Kaffa                                     |
| final del segle xvii          | Gawa Sherocho, Supera                                                         | Possiblement emparentat als reis de Kaffa                                     |
| inicis del segle XVIII        | Shisafocho, Supera                                                            |                                                                               |
| vers 1750                     | Sacho Nechocho, Supera                                                        |                                                                               |
| finals del segle XVIII        | Tekle Sachi, Supera                                                           |                                                                               |
| inicis del segle XIX          | Garginocho, Supera                                                            | Sobirà nominal que vivia al regne de Kaffa                                    |
| meitat del segle XIX          | Shagi Nechocho, Supera                                                        | Sobirà nominal que vivia al regne de Kaffa                                    |
| final del segle XIX           | Chechu Nechocho, Supera                                                       | Sobirà nominal que vivia al regne de Kaffa                                    |
| vers 1800                     | Ennarea conquerida pels Macha Oromo, que van fundar el regne de Limmu-Ennarea | Ennarea conquerida pels Macha Oromo, que van fundar el regne de Limmu-Ennarea |
| 1800 a 1825                   | Bofo, Supera (Abba Gomoli I)                                                  |                                                                               |
| 1825 a 24 de setembre de 1861 | Ibsa, Supera (Abba Bagibo)                                                    |                                                                               |
| 1861 a 1883                   | Abba Bulgu, Supera                                                            |                                                                               |
| 1883 a 1891                   | Abba Gomoli II, Supera                                                        | Limmu-Ennerea annexionat per Etiòpia 1891                                     |